# Gabriel Lettieri
Gabriel Leonardo Lettieri es un exfutbolista argentino que jugó como centrocampista en la 1ª división de Argentina, en la 2ª división de Francia y en la 1ª división de Grecia.

## Trayectoria

### Inicios en Huracán
Lettieri comenzó su carrera en 1995 en el Club Atlético Huracán en la Primera División Argentina. Debutó en la cancha de Gimnasia y Esgrima de La Plata en un recordado partido del conjunto de Parque Patricios dirigido por Claudio Morresi; teniendo como compañeros a Mauricio Pineda, Pedro Barrios, Claudio Marini, Hugo Morales, Víctor Hugo Delgado, entre otros, en el club de Parque Patricios jugó cerca de 60 partidos en los cuales anotó 2 goles frente a Unión de Santa Fe y otro contra Gimnasia y Esgrima de la Plata.

### All Boys
En 1998 fue transferido al Club Atlético All Boys junto a Claudio García, en donde realizaron una gran campaña, quedando muy cerca del ascenso a 1ª división. En All Boys jugó más de 70 partidos y convirtió 2 tantos, frente a Tigre y Atlético de Rafaela.

### FC Guegnon y cesión
En el 2000 se fue a Europa para jugar en el club francés FC Guegnon, en donde disputó la Copa UEFA. En este periodo tuvo más de 50 apariciones, en las que convirtió 3 goles. Por una lesión fue cedido por 6 meses al Club Moulins, donde marcó 5 goles.

### Ionikos FC
En el 2003 viajó a Grecia⁣, ya que fue fichado por el Ionikos FC, club donde se desempeñó hasta el 2006. Pretendido por varios clubes, finalmente no logró ser transferido, pero se convirtió en una de las figuras del equipo de Nikea. Jugó cerca de 100 partidos y anotó 3 goles, uno en el empate con Olimpiakos en calidad de visitante.

### Kallithea FC
En el 2007 jugó una temporada en Kallithea FC de la Segunda División del Fútbol Griego, club que realizó una buena campaña, obteniendo el cuarto puesto en el certamen. En el 2008 pasó a Panargiakos FC de la región del Peloponeso, equipo con una gran historia en el fútbol griego que aspiraba volver a los primeros planos. Jugó dos años en un gran nivel y se retira de la práctica profesional. En Kallithea FC convirtió 3 goles y en Panargiakos FC 7.

## Clubes
| Club                   | País      | Año       |
| ---------------------- | --------- | --------- |
| Club Atlético Huracán  | Argentina | 1994-1998 |
| Club Atlético All Boys | Argentina | 1998-2000 |
| FC Gueugnon            | Francia   | 2000-2002 |
| Ionikos FC             | Grecia    | 2003-2006 |
| Kallithea FC           | Grecia    | 2007-2008 |
| Panargiakos FC         | Grecia    | 2008-2011 |